# لیندسی (مونتانا)
لیندسی (به انگلیسی: Lindsay) یک منطقهٔ مسکونی در ایالات متحده آمریکا است که در مونتانا واقع شده‌است. لیندسی ۸۱۶٫۸۷ متر بالاتر از سطح دریا واقع شده‌است.